# Rugvica
Rugvica je vesnice a správní středisko stejnojmenné opčiny v Chorvatsku v Záhřebské župě. Nachází se u břehu řeky Sávy, asi 6 km jižně od Duga Sela a asi 23 km jihovýchodně od centra Záhřebu. V roce 2011 žilo v Rugvici 722 obyvatel, v celé opčině pak 7 871 obyvatel, Rugvica je tak dvanáctou nejlidnatější opčinou v Chorvatsku.
V opčině se nachází 23 trvale obydlených vesnic.
- Čista Mlaka – 582 obyvatel
- Črnec Dugoselski – 191 obyvatel
- Črnec Rugvički – 96 obyvatel
- Donja Greda – 117 obyvatel
- Dragošička – 387 obyvatel
- Hrušćica – 176 obyvatel
- Jalševec Nartski – 524 obyvatel
- Ježevo – 428 obyvatel
- Nart Savski – 239 obyvatel
- Novaki Nartski – 68 obyvatel
- Novaki Oborovski – 305 obyvatel
- Obedišće Ježevsko – 119 obyvatel
- Oborovo – 662 obyvatel
- Okunšćak – 521 obyvatel
- Otok Nartski – 199 obyvatel
- Otok Svibovski – 270 obyvatel
- Preseka Oborovska – 154 obyvatel
- Prevlaka – 98 obyvatel
- Rugvica – 722 obyvatel
- Sop – 404 obyvatel
- Struga Nartska – 551 obyvatel
- Svibje – 498 obyvatel
- Trstenik Nartski – 560 obyvatel

Opčinou procházejí silnice D43, 1036 a 3070. Taktéž kolem prochází dálnice A3 a na Rugvici zde vede výjezd 6a.